# 109 Felicitas
109 Felicitas eller A911 HA är en asteroid upptäckt 9 oktober 1869 av astronomen C. H. F. Peters i Clinton, New York. Asteróiden har fått sitt namn efter Felicitas inom romersk mytologi.
Observationer gjorda 1993 med rymdteleskopet Hubble visar inga tecken på att Felicitas skulle ha någon satellit.
En ockultation av en stjärna har rapporterats i Japan den 29 mars 2003.